# Hrbtiščarji
Hrbtiščarji (znanstveno ime Resupinatus) so rod gliv iz družine ostrigark (Pleurotaceae).

## Seznam hrbtiščarjev Slovenije[2]
- črnobeli hrbtiščar (Resupinatus alboniger)
- priležni hrbtiščar (Resupinatus applicatus)
- domači hrbtiščar (Resupinatus europaeus)
- luknjičasti hrbtiščar (Resupinatus poriaeformis)
- leskov hrbtiščar (Resupinatus trichotis)